# Lauren Paolini
Lauren Paolini est une joueuse de volley-ball américaine née le 22 août 1987 à Tustin (Californie). Elle mesure 1,92 m et joue au poste de centrale. Elle totalise 65 sélections en équipe des États-Unis.

## Clubs
| Club                | De        | À         |
| ------------------- | --------- | --------- |
| University of Texas | 2005-2006 | 2009-2010 |
| Asystel Volley      | 2010-2011 | 2010-2011 |
| Crema Volley        | 2011-2012 | 2012-2013 |
| İqtisadçı VK        | jan 2013  | mai 2013  |
| Hitachi Rivale      | 2013-2014 | …         |

## Palmarès

### Équipe nationale
- Coupe panaméricaine
  - Vainqueur : 2012, 2013[1]2015[2]
- Championnat d'Amérique du Nord
  - Vainqueur : 2013.
- World Grand Champions Cup
  - Finaliste : 2013.
- Jeux Panaméricains
  - Vainqueur  : 2015.

### Clubs
- Coupe de l'impératrice
  - Finaliste : 2014.
- V Première Ligue
  - Finaliste : 2016.